# Simon Hald
Simon Hald (Aalborg, 1994. szeptember 28. –) olimpiai és világbajnok dán kézilabdázó.

## Pályafutása

### Klubcsapatokban
Profi pályafutását 2013-ban kezdte szülővárosának csapatában, az Aalborg Håndboldban. Öt szezon alatt több, mint 200 mérkőzésen lépett pályára és két dán bajnoki címet nyert. 2018-ban igazolt a német bajnoki címvédő SG Flensburg-Handewitthez. Ezzel a csapattal lett 2019-ben német bajnok, a Bajnokok Ligájában többször eljutottak a negyeddöntőig. 2023-ban tért vissza az Aalborg Håndboldhoz.

### A válogatottban
A 2013-ban Magyarországon rendezett ifjúsági világbajnokságon aranyérmes lett és a torna legértékesebb játékosának is megválasztották. A felnőttválogatottban 2015-től szerepel. Aranyérmet szerzett a 2019-es, 2021-es és 2023-as világbajnokságon, Európa-bajnokságon pedig 2022-ben bronzérmes, 2024-ben pedig ezüstérmes lett.
Tagja volt a 2024-es párizsi olimpián győztes dán válogatottnak, két csoportmérkőzésen lépett pályára, majd sérülés miatt kikerült a keretből.

## Sikerei, díjai
- Dán bajnokság győztese: 2013, 2017, 2024
- Olimpiai bajnok: 2024
- Világbajnokság győztese: 2019, 2021, 2023, 2025
- Európa-bajnokságon ezüstérmes: 2024
  - bronzérmes: 2022
- Ifjúsági világbajnok: 2013
- Ifjúsági világbajnokság legértékesebb játékosa: 2013